# Real Federación española de karate y disciplinas asociadas
La Real Federación española de karate y disciplinas asociadas, ou RFEK y DA, est l'organisme dirigeant du karaté en Espagne.  Affiliée à la Fédération européenne de karaté et à la Fédération mondiale de karaté, elle organise les championnats espagnols de karaté. Elle est présidée par Antonio M. Marqueño.

## Liste de présidents de laRFEK y DA
- 1978 - 1984 : Celestino Fernández y F.
- 1984 - 1996 : Antonio Espinós
- 1997 - 2009 : Faustino Soria M.
- 2009 - en cours : Antonio M. Marqueño